# خون‌آباد
خون‌آباد (گناباد)، روستایی از توابع بخش کاخک شهرستان گناباد در استان خراسان رضوی ایران است.

## جمعیت
این روستا در دهستان کاخک قرار دارد و براساس سرشماری مرکز آمار ایران در سال ۱۳۸۵، جمعیت آن ۵۹ نفر (۲۲خانوار) بوده‌است.